# Rathaus Wilsdruff

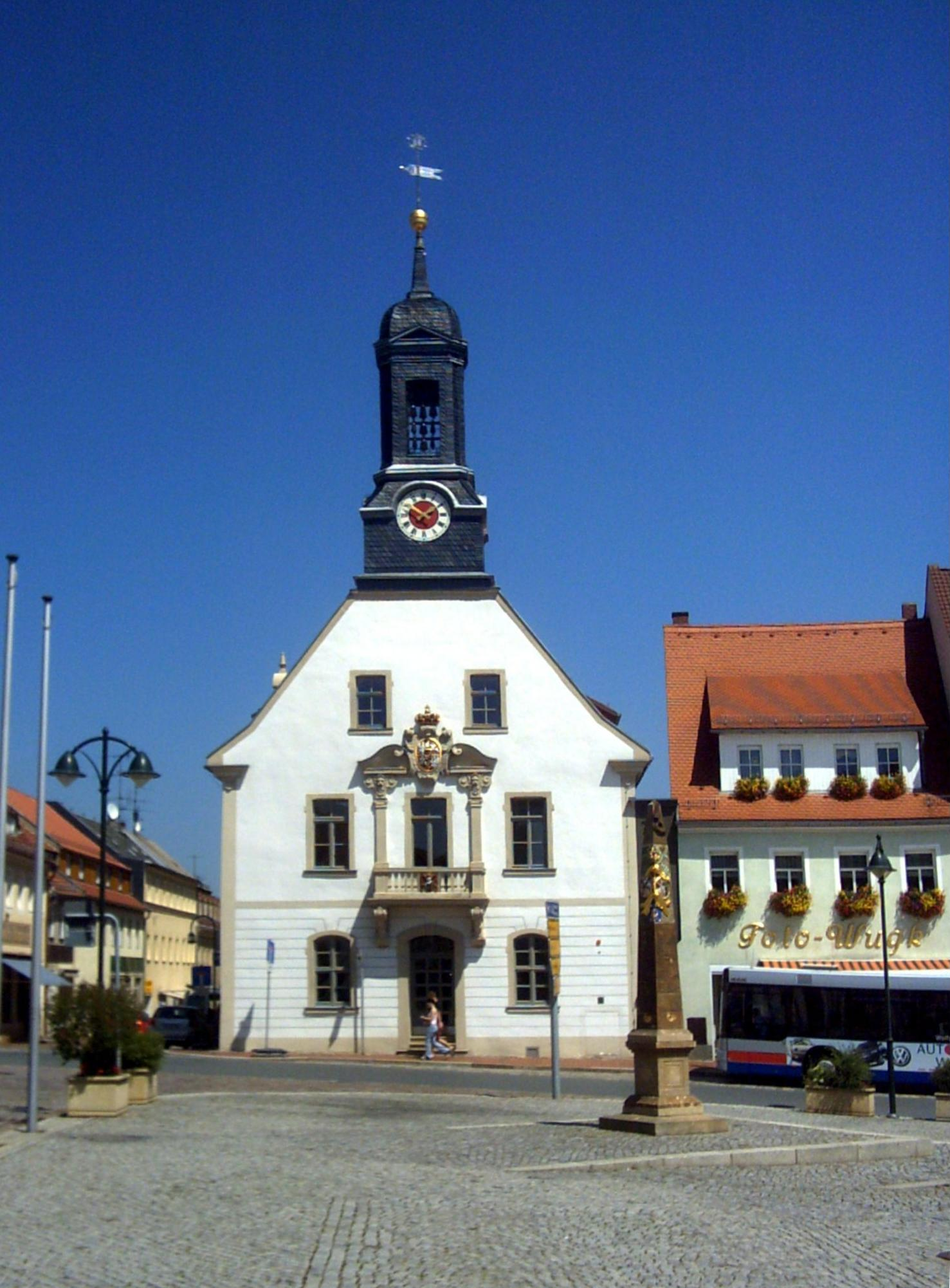
Wilsdruffer Rathaus mit dem ersten Glasglockenspiel der Welt

Das Rathaus in Wilsdruff entstand 1755 an der Stelle eines Vorgängerbaus aus dem Jahre 1546 nach Plänen von Johann Christoph Knöffel im Stil des Rokoko. 1897 erfolgte eine Neugestaltung im Stil des Historismus.

## Geschichte
Im Jahr 1546 wurde das Rathaus an der höchsten Stelle des Marktplatzes (266 m über NN – Ecke Dresdner Straße) erbaut. Beim Stadtbrand am 5. Juni 1744 wurde der Bau zerstört. Im Jahr 1755/56 wurde das Rathaus nach Entwürfen von Knöffel erbaut. Ausgeführt wurde der Neubau durch Samuel Locke. 1758 erfolgte die Einweihung. 1897 erfolgte ein weitgehender Umbau des Gebäudes im Stil des Historismus, so in der historistischen Variante der Neorenaissance. Die Hauptfassade erhielt eine ädikulaartikge Balkongestaltung, während die Seitenfassade einen Neorenaissance-Giebelaufsatz erhielt.
Das Wilsdruffer Rathaus besitzt das weltweit erste Turmglockenspiel mit Glasglocken, es wurde am 19. September 2003 feierlich eingeweiht.